# Dover, North Carolina
Dover är en kommun (town) i Craven County i North Carolina. Vid 2020 års folkräkning hade Dover 349 invånare.